# Callimenellus opacus
Callimenellus opacus is een rechtvleugelig insect uit de familie sabelsprinkhanen (Tettigoniidae). De wetenschappelijke naam van deze soort is voor het eerst geldig gepubliceerd in 1893 door Carl Brunner von Wattenwyl.